# 순왜
순왜(順倭)는 왜란 당시에 조선인으로서 일본에 협력한 자를 이르는 말이다. 역으로 조선에 부역한 일본인은 항왜라고 불린다.

## 개요
순왜는 주로 조선 정부에 반감을 품었거나 일본군에게 포로로 잡혔다가 굴복하여 부역(附逆)한 자들로 이루어졌다. 이들 순왜는 크게 세 부류로 나뉘는데, 하나는 조선 조정에 불만이 있던 자들이 정유재란 때 일본과 결탁하여 난을 일으킨 경우, 두 번째는 왜군의 길잡이 역할을 해주고 조선의 상황 등 각종 정보 제공을 하였던 것, 마지막으로 왜군으로 참전하여 전투를 나선 경우로 나뉜다. 조선 후기 조선 국민들의 민심이 크게 이반되어 일본군이 쳐들어 왔을 때, 적극적으로 일본군에 동조하는 현상이 있었다. 이는 당시 조선 조정의 통치에 대한 불만이 사회 저변에 팽배한 결과로, 이와 같은 사회 분위기를 등에 업고 일본 군대는 아무런 저항 없이 왕도 한양까지 손쉽게 진출하였다.
대표적인 인물은 1587년 정해왜변 때 일본군의 길잡이로 활동한 사화동과 임진왜란 때 왕자와 관리들을 포박하여 가토 기요마사에게 넘긴 국경인과 김수량 등을 예로 들 수 있다. 그외에 이순신의 난중일기에는 사천해전에서 왜군 선단에서 조총을 쏘는 소총수 중에 조선인도 있었다고 기록되어 있다.
임진왜란이 일어나자 임해군과 순화군은 병력을 모으기 위하여 함경도로 갔으나 민가를 약탈하고 주민을 살해하는 등의 행위로 반감을 샀다. 이러한 행태에 불만을 품은 국경인, 김수량, 이언우, 함인수, 정석수, 전언국이 조선 왕자 일행을 억류하고 일본군에 넘겨 주었고, 곧 이들은 가토 기요마사에게 직위를 받아 회령을 통치하기에 이른다. 그러나 이들이 회령의 봉토를 나누어 가지고 임해군 일행과 별 다를 바 없는 전횡을 시작하자 민중의 향배가 바뀌었고, 이후 조선 군대의 계속되는 승전 속에 회령의 순왜는 모두 암살 혹은 처형에 당했다.
박계생은 경상북도 청도 출신으로 고니시 유키나카의 부장이 되어 보좌하였으며, 한국에 돌아 왔다는 기록이 없다. 한편 청도에서 일본군에 사로잡힌 이문욱은 도망쳐 조선에 다시 돌아왔으므로 순왜로 여겨지지 않는다.

## 같이 보기
- 임진왜란
- 정유재란
- 항왜